# Stazione di Sezze Romano
La stazione di Sezze Romano è una stazione ferroviaria della linea Roma-Formia-Napoli situata nel comune di Sezze, in località Sezze Scalo.

## Il nome
La denominazione di Sezze Romano, esclusivamente riferita alla stazione e non al comune, venne introdotta ai primi del Novecento per distinguere la stazione di Sezze da quella di Sezzè (oggi Sezzadio), località in provincia di Alessandria, ed evitare i problemi di omonimia nelle comunicazioni telegrafiche.
Curiosamente il comune piemontese aveva già cambiato nome alcuni anni prima nel 1916, ma esistevano evidentemente ancora rischi di confusione. Inoltre la stazione si trovava nel territorio del vicino comune di Gamalero.
L'aggettivo si spiega col fatto che Sezze si trovava all'epoca in provincia di Roma e curiosamente non fu più abbandonato, né quando Sezzè, nel 1916, scelse di cambiare nome in Sezzadio né quando, nel 1934, Sezze passò dalla provincia di Roma alla neo costituita provincia di Littoria (oggi provincia di Latina). Benché il nome della stazione possa creare ambiguità, l'aggettivo non è presente nella denominazione ufficiale del paese, che si è sempre chiamato semplicemente Sezze.
Dei sei binari di cui la stazione dispone la gran parte resta oggi inutilizzata, visto il carattere secondario che essa ha acquisito dopo la soppressione delle linee verso Velletri e Priverno, delle quali, fino agli anni Sessanta, quella di Sezze era stazione di diramazione. Infatti il 1° marzo 2025 tutti i binari ad eccezione di quelli di corsa sono stati rimossi.

## Servizi
- Bar
- Sottopassaggio
- Parcheggio

## Interscambi
- Fermata autobus urbano
- Fermata autobus extraurbano COTRAL